# Charquemont
Charquemont település Franciaországban, Doubs megyében. Lakosainak száma 2867 fő (2022. január 1.). Charquemont Cernay-l'Église, Charmauvillers, Damprichard és Maîche községekkel határos.

## Népesség
A település népességének változása:
| Lakosok száma | 2341 | 2265 | 2205 | 2387 | 2539 | 2644 | 2668 | 2741 | 2791 | 2867 |
|               | 1968 | 1982 | 1990 | 2006 | 2013 | 2015 | 2017 | 2019 | 2020 | 2022 |